# スーズ (お笑いコンビ)
スーズは、吉本興業所属のお笑いコンビ。2021年8月結成。

## メンバー
黒木 すず（くろき すず、1984年12月26日（40歳） -）ボケ担当。
- 本名は 黒木 悠介（くろき ゆうすけ）。岡山県出身。
- 血液型B型、身長172cm、体重88kg。
- NSC大阪校32期出身。
- 過去に澤下義之と「へべれけ」というコンビで活動していたが、2018年に解散[1]。

高見（たかみ、1984年9月16日（40歳） -）ツッコミ担当。
- 本名は 高見 雄登（たかみ ゆうと）。大阪府東大阪市出身。
- 血液型B型、身長176cm、体重70kg。
- NSC大阪校33期出身。
- 大阪府立高津高等学校を経て[2]、関西大学法学部卒業。
- 過去に今井らいぱちと「ヒガシ逢ウサカ」というコンビで活動していたが、2020年に解散。
- kento fukayaプロデュースの芸人アイドルグループ「ZiDol」としても活動。
- TikTokアカウントを作っていながらフォローもフォロワーも0だったことから「非TikToker」と呼ばれている[3]。

## 賞レース成績
- 2021年 第7回塚本お笑い大賞　優勝
- M-1グランプリ2021 3回戦進出[4]
- M-1グランプリ2022 3回戦進出[4]
- M-1グランプリ2023 2回戦進出[4]
- M-1グランプリ2024 3回戦進出[4]

## 出演

### ラジオ
- 兵動大樹のほわ〜っとエエ感じ。（ABCラジオ、2021年12月31日）

### インターネット
- スピードワゴンの月曜The NIGHT(2021年12月7日）